# Julius Fischer
Julius Fischer (2. srpna 1869 Jeneč – 28. prosince 1936 Praha) byl český malíř a středoškolský pedagog.

## Život
Julius Fischer se narodil 2. srpna 1869 v Jenči do rodiny sládka Františka Fischera. Studoval na malířské akademii v Praze u profesora Maxmiliána Pirnera. Studium ukončil v roce 1896, ale dál se vzdělával u Mikoláše Alše ve sgrafitové technice. Zpočátku vyučoval na střední škole a rovněž s prof. Adolfem Liebscherem pracoval na jeho větších freskách. V letech 1911-1918 realizoval vnitřní výzdobu hradu Kokořína, která byla jeho vrcholným dílem. V roce 1919 vytvořil fresky nad schodištěm Nové radnice v Josefově, na kterých zobrazil dějinný vývoj města Josefova od založení pevnosti až po vznik samostatné Československé republiky. Rovněž navrhl pro kostel sv.Petra v Praze malovaná okna.
Julius Fischer se převážně věnoval malbě fresek, které realizoval na domech v Praze i na venkově. Rovněž namaloval přes 30 historických obrazů z husitských dějin a bojů se Švédy, ale zabýval se rovněž portrétem a žánrem.

## Galerie

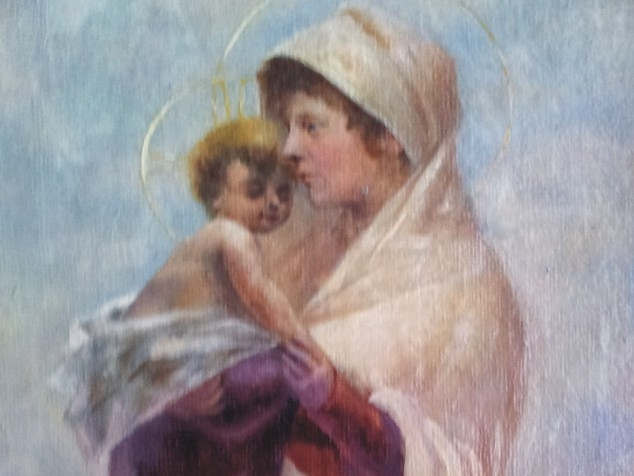
Julius Fischer - matka s dítětem
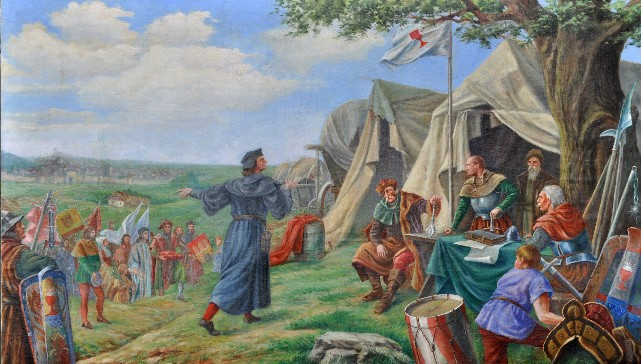
Julius Fischer - Jan Žižka (1935)
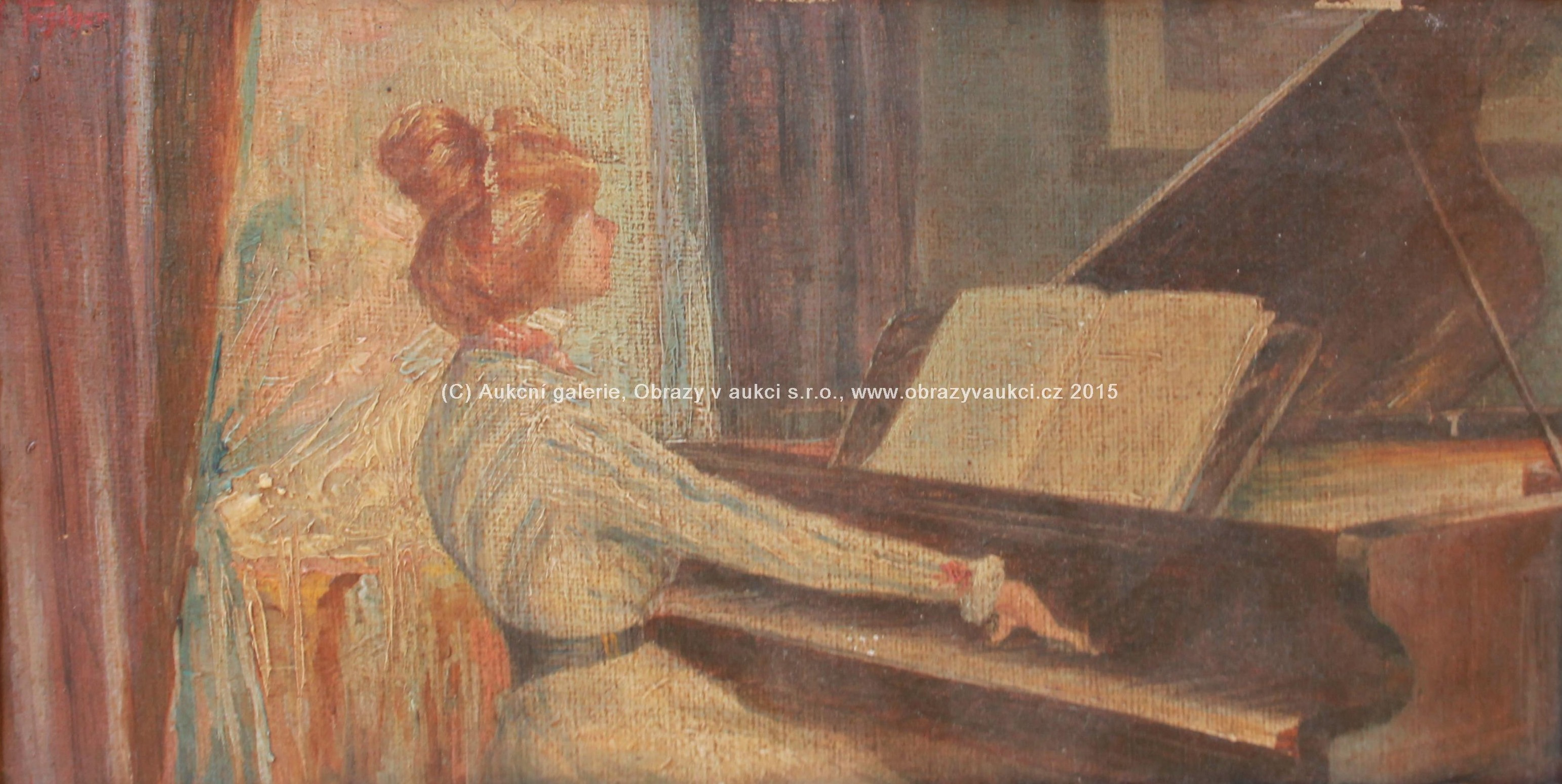
Julius Fischer - pianistka